# Unité 8200

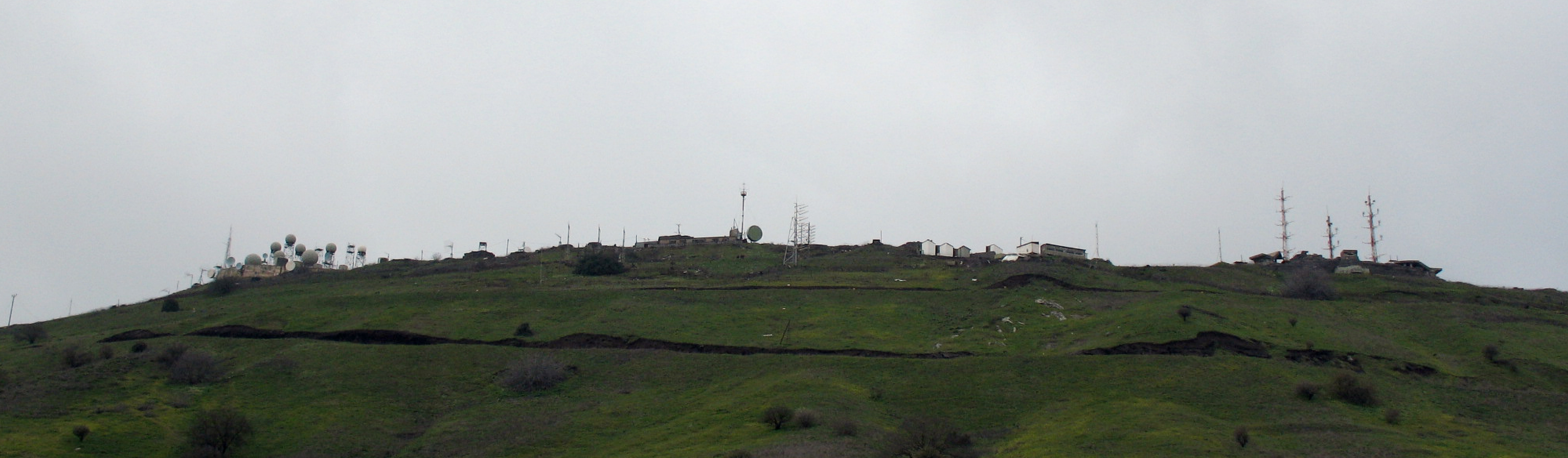
Base de l'unité 8200 au mont Avital (plateau du Golan).

L’unité 8200 (prononcé 8-200, en hébreu : יחידה 8200, Yehida Shmone-Matayim, également appelée Israeli SIGINT National Unit ou ISNU) est une unité de renseignement de Tsahal, responsable du renseignement d'origine électromagnétique et du décryptage de codes. L'unité est aussi désignée dans certaines publications militaires sous le nom de Central Collection Unit of the Intelligence Corps. 
Selon le directeur des sciences militaires du Royal United Services Institute, le groupe de réflexion des forces armées du Royaume-Uni, « l'unité 8200 est probablement la meilleure agence de renseignement technique au monde et se situe au même niveau que la NSA à tout point de vue, sauf l'échelle ».
Certaines de ses activités sont controversées, celles en particulier liées à la cybersurveillance de millions de civils palestiniens.

## Histoire
L'unité 8200 est créée en 1952 grâce à des équipements issus des surplus militaires américains, sous le nom de 2e unité de renseignement militaire, avant de devenir la 515e unité de renseignement militaire. En 1954, l'unité quitte Jaffa pour s'installer dans son quartier général actuel  à Glilot Junction(au camp Moshe Dayan) à Tel Aviv - Ramat HaSharon .

## Structure
Avec plusieurs milliers de soldats, il s'agit de la plus grande formation de l'armée israélienne, certains[Qui ?] déclarant qu'elle compterait plusieurs dizaines de milliers de membres. Elle exerce des fonctions comparables à la National Security Agency (NSA) aux États-Unis et elle est rattachée au ministère de la Défense israélien, comme la NSA l'est au département de la Défense des États-Unis. L'unité est dirigée par un brigadier-général dont l'identité reste classifiée.
Une unité subordonnée à l'unité 8200, l'unité Hatzav (en hébreu : יחידת חצב, Yehida Hatzav), est responsable de la collecte de renseignements d'origine source ouverte (« ROSO »). L'activité de l'unité consiste à recueillir des renseignements militaires à partir de sources publiques (télévision, radio, journaux et internet). La traduction de diverses informations représente une partie des « renseignements de base » collectés par l'unité. Selon certains médias[Lesquels ?], l'unité fournirait plus de la moitié du renseignement global de la communauté israélienne du renseignement (en)[réf. nécessaire].
La plus importante base de collecte de renseignements d'origine électronique de l'armée israélienne est la base SIGINT d'Urim, occupée par l'unité 8200. La base d'Urim est située dans le désert du Néguev à environ 30 km de Beer-Sheva. En mars 2004, la Commission d'enquête sur le réseau de renseignement, mise en place à la suite du déclenchement de la guerre d'Irak, recommande de donner un caractère civil (et non plus militaire) à l'unité, et de la transformer en une agence nationale du renseignement comme il en existe dans la plupart des pays occidentaux, mais cette proposition n'est pas suivie d'effet.
Plusieurs anciens membres de l'unité 8200 ont essaimé dans les compagnies israéliennes et américaines de technologies de l'information, telles que Check Point, ICQ, Palo Alto Networks, NICE, ⁣NSO, AudioCodes, Gilat, Leadspace, EZchip, Onavo et Singular.
Ses effectifs seraient supérieurs à 7 500 membres en 2016, soit près de 80 % des effectifs de l'AMAN, le renseignement militaire israélien[réf. nécessaire].
En avril 2024, le journal britannique The Guardian revèle l'identité du directeur de l'unité : Yossi Sariel,. Celle-ci était jusque-là tenue secrète mais Yossi Sariel a publié anonymement un livre en 2021 en auto-édition sur Amazon, ce qui a permis de retrouver son identité réelle via des techniques d'OSINT.

## Activités supposées
En septembre 2010, Le Monde diplomatique publie un article en anglais qui décrit le réseau d'espionnage massif mis en œuvre par l'unité 8200 à partir de la base d'Urim SIGINT dans le désert du Néguev, l'une des plus importantes bases d'écoute au monde capables d'intercepter des appels téléphoniques, des courriels et d'autres types de communications, à travers le Moyen-Orient, l'Europe, l'Asie et l'Afrique, ainsi que de localiser des navires. L'unité 8200 met également en place des postes d'écoute cachés dans les ambassades israéliennes à l'étranger, surveille les câbles sous-marins, maintient des unités d'écoute cachées dans les Territoires palestiniens et dispose de jets Gulfstream équipés de matériel de surveillance électronique.
En 2009, Ronen Bergman révéla dans un livre qu'en février 1999, une bombe conçue par le Hezbollah et dissimulée dans un téléphone portable, avait été récupérée par un agent et apportée au quartier général de l'unité 8200 pour y être analysée. La bombe explosa à l'intérieur du laboratoire d'analyse, blessant deux officiers.
En 2010, le New York Times, citant « un ancien membre de la communauté du renseignement des États-Unis », affirma que l'unité avait leurré (et non brouillé) le système de défense aérienne syrien pendant l'opération Orchard. Cela suppose une parfaite connaissance des emplacements des radars, de leurs caractéristiques techniques et modes de fonctionnement, sans compter le réseau de transmission des informations de défense aérienne aux centres de détection et de contrôle.
L'unité 8200 a été suspectée par plusieurs médias d'être responsable (ou co-responsable) de la conception du virus informatique Stuxnet qui infecta plusieurs ordinateurs industriels en 2010, en particulier ceux situés à l'intérieur des installations nucléaires iraniennes.

## Activités controversées
L'unité 8200 est connue pour surveiller l’activité des civils palestiniens sur les réseaux sociaux. Ses agents ont parfois utilisé les préférences sexuelles de civils révélées au moyen de la cybersurveillance pour exercer un chantage et les contraindre à collaborer avec Israël et servir d'espions. L'unité 8200 a aussi exploité «  des vulnérabilités telles que les difficultés économiques ou le besoin de soins médicaux en Israël à des fins similaires ».
Selon le journaliste Jean Stern, l’unité 8200 exerce une « surveillance de masse de la population palestinienne ». Les personnes LGBT sont particulièrement ciblées et placées dans une situation impossible, car si elles refusent de collaborer, Israël les dénonce auprès des services de police palestiniens, ce qui implique pour elles de devoir s'exiler sous peine d'être battues, et parfois même tuées ; mais si elles acceptent de servir Israël, et qu'elles sont découvertes, elles risquent la mort pour crime de haute trahison.

## Attaques du 7 octobre 2023
L'unité 8200 avait connaissance trois semaines avant les attaques du 7 octobre 2023 d'un projet d'assaut du Hamas, dont le but était de prendre plusieurs centaines d'otages en Israël. Le mémo de l'unité 8200 mentionne que les entraînements des combattants du Hamas portaient sur l'attaque de bases militaires et le «transfert des soldats captifs aux commandants de compagnie». Leur objectif étant de prendre « 200 à 250 otages » et 251 otages ont été enlevés le 7 octobre. Les autorités israéliennes ne semblent pourtant pas avoir pris de mesure pour prévenir cette attaque. Le Premier ministre Benjamin Netanyahu refuse également l’ouverture d’une commission d’enquête officielle sur le 7 Octobre avant la fin de la guerre en cours à Gaza.

## Les objecteurs de l'unité 8200
Le 12 septembre 2014, 43 officiers et sous-officiers réservistes de l'unité 8200 signent une tribune dans le quotidien israélien Yediot Aharonot, dans laquelle ils déclarent refuser désormais de « participer aux actions contre les Palestiniens et de continuer à être les outils du renforcement du contrôle militaire sur les territoires occupés ». Ils écrivent : « le renseignement permet le contrôle permanent de millions de personnes à l'aide d'une surveillance profonde et intrusive, qui s'immisce dans la plupart des secteurs du quotidien des individus. Tout cela ne permet pas aux gens de mener des vies normales et incite à plus de violence, nous éloignant toujours davantage de la fin du conflit »,.
Cet épisode est raconté dans le roman Unité 8200 de Dov Alfon.

## Anciens membres
- Dov Alfon, journaliste[10]. Directeur de la rédaction de Haaretz puis de Libération, auteur du roman Unité 8200.
- Niv Carmi, Shalev Hulio, Omri Lavie[19] - cofondateurs de la société NSO Group
- Talmon Marco[20] - Fondateur de Viber, logiciel de messagerie instantanée
- Gil Shwed[21], Shlomo Kramer[22] - Cofondateurs de la société de sécurité informatique Check Point